# Coy (Spagna)
Coy è una località della Spagna, nella Comunità autonoma di Murcia. Appartiene al comune di Lorca, sebbene sia posta a ben 39 km a nord dal capoluogo di questo grandissimo territorio municipale. Confina con i comuni di Cehegín e Mula.
È posta ad 858 m s.l.m. e conta circa 500 abitanti.